# Lukáš Bauer
Pour les articles homonymes, voir Lukas Bauer et Bauer.
Lukáš Bauer, né le 18 août 1977 à Ostrov, est un fondeur tchèque. Il est triple médaillé olympique et deux fois aux Championnats du monde et remporte la Coupe du monde en 2008, notamment grâce à sa victoire sur le Tour de ski.

## Biographie

### Débuts et premiers podiums
Il commence le ski de fond à l'âge de neuf ans au club de sa ville natale, le TJ Škoda Ostrov. Il remporte sa première course nationale en 1995, puis devient champion national junior en 1996. Cette année, il est sélectionné pour ses premiers championnats du monde junior et lors de l'édition 1997, il est médaillé d'argent au trente kilomètres en style libre. En 1997, il obtient aussi son ticket pour les Championnats du monde sénior à Trondheim.
Il fait ses débuts en Coupe du monde en 1997, et même sans marquer de points dans la saison qui suit, il se qualifie pour les Jeux olympiques de Nagano. Il monte dans les rangs lors de la saison 1998-1999, où il marque ses premiers points en Coupe du monde à Nové Město na Moravě et se classe notamment treizième et vingtième aux Championnats du monde à Ramsau. En 2001-2002, il se rapproche du podium avec une quatrième place à Kuopio, obtient un podium en sprint par équipes à Lahti, termine sixième du trente kilomètres libre aux Jeux olympiques de Salt Lake City accède à son premier podium individuel (2e place) le 30 novembre 2002 à Kuusamo (15 kilomètres classique). Il connaît ensuite l'honneur de s'imposer dans son pays à Nové Město na Moravě la même saison sur le quinze kilomètres libre. Il obtient un autre podium cet hiver et atteint la cinquième place au classement général de la Coupe du monde.

### 2006-2010: vainqueur de la Coupe du monde et trois fois médaillé olympique
En 2004, il figure sur le podium du prestigieux cinquante kilomètres d'Oslo. C'est en janvier 2005, qu'il redécouvre les joies de la victoire sur la poursuite (30 kilomètres) à Pragelato en battant de peu Mathias Fredriksson (par 4 dixièmes). Il enchaîne avec une victoire sur le quinze kilomètres libre de Lahti.
En 2006, alors deux fois deuxième déjà en Coupe du monde cet hiver, il remporte sa première médaille aux Jeux olympiques à Turin, lors du 15 km classique qu'il termine deuxième quatorze secondes derrière Andrus Veerpalu, 35 ans.
Absent des podiums en 2006-2007, il revient dans le top 3 dès le début de la saison suivante, gagnant même le quinze kilomètres classique de Kuusamo. Il devient ensuite premier vainqueur du Tour de ski grâce à deux succès d'étapes et avec une marge d'environ 3 minutes sur Rene Sommerfeldt et Giorgio Di Centa. Il continue à dominer ses concurrents lors des semaines suivantes, gagnant deux fois sur quinze kilomètres classique (Otepää et Lahti) et en poursuite (Falun) il termine en tête du classement général de la Coupe du monde en fin de saison devenant le premier Tchèque à réaliser cette performance.
En 2009, il a la chance de disputer les Championnats du monde à domicile dans la ville de Liberec. Devant 15000 spectateurs, il remporte sa première médaille aux Mondiaux, à six secondes de Veerpalu.
Aux Jeux olympiques de Vancouver 2010, il atteint le podium en style libre, toujours sur 15 kilomètres prenant la médaille de bronze. Lors de la même édition, il permet au relais tchèque d'obtenir la médaille de bronze en compagnie de Martin Jakš, Jiří Magál et Martin Koukal. Cette saison 2009-2010, voit Bauer remporter ses dernières victoires majeures, le fondeur tchèque enlevant notamment son deuxième Tour de ski et le quinze kilomètres classique d'Otepää pour la troisième fois consécutive, pour finir deuxième du classement général de la Coupe du monde.

### 2011-2018: derniers podiums et vice-champion du monde en 2015
En 2010-2011, il est notamment troisième du Tour de ski et quatrième de la Coupe du monde.
Il gagne le quinze kilomètres du Nordic Opening 2013-2014 à Kuusamo (son dernier podium en Coupe du monde), avant de participer plus tard aux Jeux olympiques d'hiver de 2014, à Sotchi, où pour sa cinquième et ultime participation aux jeux, il est cinquième du quinze kilomètres classique.
Sur le 50 kilomètres classique aux Championnats du monde 2015 à Falun, il prend la médaille d'argent, étant battu seulement au sprint par Petter Northug.
En 2015-2016, il est perturbé par les blessures (doigt et côtes cassées) et revient à la compétition au mois de février seulement.
En 2017, il annonce son retrait de l'équipe nationale tchèque pour seulement participer à dea courses de longue distance avec son équipe.
Il est désigne directeur d'équipe de l'année, ayant fondé ED System Bauer Team sur le circuit Ski Classics. I
En 2019, il est désigné quelques semaines plus tard comme nouveau entraîneur de l'équipe nationale féminine polonaise de ski de fond.
Il est le beau-fils de la skieuse Helena Šikolová et le beau-frère de la fondeuse Héléna Erbenová.

## Palmarès

### Jeux olympiques
Lukáš Bauer est triple médaillé aux Jeux olympiques, dont deux fois en individuel.
| Épreuve / Édition | Épreuve / Édition                | Nagano 1998                      | Salt Lake City 2002                | Turin 2006                          | Vancouver 2010                      | Sotchi 2014                      |
| Poursuite         |                                  |                                  |                                    |                                     |                                     |                                  |
| 25 km             | 32e                              | Épreuve inexistante à cette date | Épreuve inexistante à cette date   | Épreuve inexistante à cette date    | Épreuve inexistante à cette date    |                                  |
| 20 km             | Épreuve inexistante à cette date | 12e                              | Épreuve inexistante à cette date   | Épreuve inexistante à cette date    | Épreuve inexistante à cette date    |                                  |
| 30 km             | Épreuve inexistante à cette date | Épreuve inexistante à cette date | 10e                                | 7e                                  | -                                   |                                  |
| 10 km Classique   | 10 km Classique                  | 45e                              | Épreuve inexistante à cette date   | Épreuve inexistante à cette date    | Épreuve inexistante à cette date    | Épreuve inexistante à cette date |
| 15 km             |                                  |                                  |                                    |                                     |                                     |                                  |
| Classique         | Épreuve inexistante à cette date | -                                | Médaille d'argent, Jeux olympiques | Épreuve inexistante à cette date    | 5e                                  |                                  |
| Libre             | Épreuve inexistante à cette date | Épreuve inexistante à cette date | Épreuve inexistante à cette date   | Médaille de bronze, Jeux olympiques | Épreuve inexistante à cette date    |                                  |
| 30 km             |                                  |                                  |                                    |                                     |                                     |                                  |
| Classique         | 33e                              | Épreuve inexistante à cette date | Épreuve inexistante à cette date   | Épreuve inexistante à cette date    | Épreuve inexistante à cette date    |                                  |
| Libre             | Épreuve inexistante à cette date | 6e                               |                                    | Épreuve inexistante à cette date    | Épreuve inexistante à cette date    |                                  |
| 50 km             |                                  |                                  |                                    |                                     |                                     |                                  |
| Classique         | Épreuve inexistante à cette date | 8e                               | Épreuve inexistante à cette date   | 12e                                 | Épreuve inexistante à cette date    |                                  |
| Libre             | Épreuve inexistante à cette date | Épreuve inexistante à cette date | 16e                                | Épreuve inexistante à cette date    | 31e                                 |                                  |
| Relais 4 × 10 km  | Relais 4 × 10 km                 | -                                | 7e                                 | -                                   | Médaille de bronze, Jeux olympiques | 8e                               |

Légende :
- : première place, médaille d'or
- : deuxième place, médaille d'argent
- : troisième place, médaille de bronze
- : pas d'épreuve
- - : n'a pas participé à l'épreuve

### Championnats du monde
Il compte deux médailles d'argent dans des épreuves individuelles aux Championnats du monde.
| Épreuve / Édition                   | Épreuve / Édition                   | Trondheim 1997 | Ramsau 1999 | Lahti 2001 | Val di Fiemme 2003 | Oberstdorf 2005 | Sapporo 2007 | Liberec 2009                     | Oslo 2011                        | Val di Fiemme 2013 | Falun 2015               | Lahti 2017 |
| 10 km Classique                     | 10 km Classique                     | 47e            | 20e         |            |                    |                 |              |                                  |                                  |                    |                          |            |
| 15 km                               | Classique                           |                |             | 22e        | 17e                |                 |              | Médaille d'argent, monde         | 7e                               |                    |                          | 18e        |
| 15 km                               | Libre                               |                |             |            |                    | 5e              |              | Épreuve inexistante à cette date | Épreuve inexistante à cette date | 15e                | 7e                       |            |
| 30 km Classique                     | 30 km Classique                     |                |             | 26e        |                    |                 |              |                                  |                                  |                    |                          |            |
| 50 km                               | Libre                               |                |             | 27e        |                    |                 |              |                                  |                                  |                    | Médaille d'argent, monde |            |
| 50 km                               | Classique                           |                |             |            |                    | 11e             | 5e           |                                  |                                  | 16e                |                          |            |
| Poursuite                           | 25 km                               |                | 13e         |            |                    |                 |              |                                  |                                  |                    |                          |            |
| Poursuite                           | 2 × 10 km                           |                |             | 17e        | 20e                |                 | 7e           |                                  |                                  |                    |                          |            |
| Poursuite                           | 2 × 15 km                           |                |             |            |                    | 34e             |              |                                  |                                  |                    |                          |            |
| Poursuite                           | 15 km classique + 15 km libre       |                |             |            |                    |                 | 7e           | 25e                              |                                  | 23e                |                          |            |
| Relais 4 × 10 km libre et classique | Relais 4 × 10 km libre et classique |                |             |            | 7e                 | 8e              |              | 23e                              |                                  | 11e                |                          |            |

Légende :
- : pas d'épreuve
- - : n'a pas participé à l'épreuve

### Coupe du monde
Il est le premier Tchèque à avoir remporté une épreuve de Coupe du monde en 2003, et également le premier de son pays vainqueur du classement général.
- Meilleur classement général : 1er en 2008.
- Meilleur classement en distance : 1er en 2008.
- 32 podiums : 
  - 5 podiums en épreuve par équipes dont : 1 victoire ;
  - 27 podiums en épreuve individuelle dont : 11 victoires.

#### Tour de ski
- Vainqueur du Tour de ski en 2008 et 2010.
- 5 victoires d'étapes : deux en 2008, deux en 2010 et une en 2011.

#### Nordic Opening
- 2 victoires d'étapes : une en 2011 et une en 2013.

#### Détail des victoires
| Épreuve / Édition | 15 km      | 15 km                | 30 km poursuite               | Courses à étapes |
| Épreuve / Édition | libre      | classique            | 15 km classique + 15 km libre |                  |
| 2003              | Nové Město |                      |                               |                  |
| 2005              | Lahti      |                      | Pragelato                     |                  |
| 2008              |            | Kuusamo Otepää Lahti | Falun                         | Tour de ski      |
| 2009              |            | Otepää               |                               |                  |
| 2010              |            | Otepää               |                               | Tour de ski      |

#### Différents classements en Coupe du monde
| Année     | Classement général final | Classement distance | Classement sprint |
| 1998-1999 | 42e                      |                     | 68e               |
| 1999-2000 | 61e                      |                     |                   |
| 2000-2001 | 17e                      |                     |                   |
| 2001-2002 | 11e                      |                     |                   |
| 2002-2003 | 5e                       |                     |                   |
| 2003-2004 | 11e                      |                     |                   |
| 2004-2005 | 12e                      | 11e                 |                   |
| 2005-2006 | 20e                      | 11e                 |                   |
| 2006-2007 | 37e                      | 19e                 |                   |
| 2007-2008 | 1er                      | 1er                 | 35e               |
| 2008-2009 | 9e                       | 5e                  |                   |
| 2009-2010 | 2e                       | 2e                  |                   |
| 2010-2011 | 4e                       | 3e                  |                   |
| 2011-2012 | 13e                      | 13e                 |                   |
| 2012-2013 | 12e                      | 13e                 |                   |
| 2013-2014 | 21e                      | 10e                 |                   |
| 2014-2015 | 71e                      | 42e                 |                   |
| 2015-2016 | 61e                      | 48e                 |                   |
| 2016-2017 | 167e                     | 116e                |                   |

### Championnats du monde junior
- Canmore 1997 : 
  -  Médaille d'argent du 30 kilomètres en style libre.